# Coupe du monde de cyclo-cross 1996-1997
Navigation
1995-1996 1997-1998
La 4e édition de la coupe du monde de cyclo-cross s'est déroulée entre les mois d'octobre 1996 et janvier 1997. Elle comprenait six manches disputées par les hommes. Le classement général a été remporté par le Néerlandais Adrie van der Poel.

## Résultats
| #  | Lieu               | Date        | Vainqueur           | Deuxième           | Troisième           |
| -- | ------------------ | ----------- | ------------------- | ------------------ | ------------------- |
| 1. | Eschenbach         | 27 octobre  | Richard Groenendaal | Adrie van der Poel | Dieter Runkel       |
| 2. | Prata di Pordenone | 10 novembre | Richard Groenendaal | Adrie van der Poel | Wim de Vos          |
| 3. | Prague             | 23 novembre | Adrie van der Poel  | Dieter Runkel      | Luca Bramati        |
| 4. | Nommay             | 8 décembre  | Richard Groenendaal | Daniele Pontoni    | Mario De Clercq     |
| 5. | Coxyde             | 22 décembre | Adrie van der Poel  | Erwin Vervecken    | Richard Groenendaal |
| 6. | Heerlen            | 19 janvier  | Marc Janssens       | Adrie van der Poel | Thomas Frischknecht |

## Classement final
|    | Coureur             | Pays     | Pts |
| 1  | Adrie van der Poel  | Pays-Bas | 96  |
| 2  | Richard Groenendaal | Pays-Bas | 94  |
| 3  | Marc Janssens       | Belgique | 64  |
| 4  | Mario De Clercq     | Belgique | 54  |
| 5  | Peter Van Santvliet | Belgique | 47  |
| 6  | Thomas Frischknecht | Suisse   | 45  |
| 7  | Wim de Vos          | Pays-Bas | 41  |
| 8  | Dieter Runkel       | Suisse   | 40  |
| 9  | Luca Bramati        | Italie   | 37  |
| 10 | Erwin Vervecken     | Belgique | 37  |